# Microscleroderma stoneae
Microscleroderma stoneae är en svampdjursart som beskrevs av Claude Lévi 1983. Microscleroderma stoneae ingår i släktet Microscleroderma och familjen Scleritodermidae.
Artens utbredningsområde är havet kring Nya Kaledonien. Inga underarter finns listade i Catalogue of Life.